# プロミス・シンデレラ
『プロミス・シンデレラ』（英語: PROMISE CINDERELLA）は、橘オレコによる日本の漫画作品、およびそれを原作とするテレビドラマ。ウェブコミック配信サイト『裏サンデー』（小学館）にて、2018年1月8日から2022年3月21日まで連載。『マンガワン』（同）では1週早く先行配信された。
スピンオフとなる『#バツイチアラサー女子と男子高校生』がpixivコミック（ピクシブ）内の『裏サンデー女子部』（小学館）にて2018年6月11日より10月8日まで連載され、本編第1話から半年後の2人を描いた話となっている。単行本には著者が自身のSNSに掲載していた描き下ろしエピソードも共に収録された。
2018年7月には『マンガワン』で開催されたマンガ家を目指す人のための新人賞「投稿トーナメント」の特設サイトにて、本作の早梅と壱成が企画の概要を紹介するコーナーに登場した。「次にくるマンガ大賞2018」ではWebマンガ部門で12位を受賞した。2022年4月時点で電子版を含めた累計発行部数は400万部を突破している。
連載開始当初は～ご主人様は男子高生～というサブタイトルが付加されていたが、程なくしてカットされている。
2021年7月から二階堂ふみの主演によりTBSでテレビドラマ化。

## あらすじ
結婚一年足らずの専業主婦・今井早梅（旧姓：桂木）は、夫の正弘から離婚を切り出されたショックで家出するが、夜の街でスリに遭い無一文となり公園での野宿生活を余儀なくされる。それから数日後、早梅の前に性悪な高校生・片岡壱成が現れるが、二人の間には因縁があった。正弘から離婚を切り出された日の昼下がり、早梅は街中で同級生いじめをしていた高校生に遭遇し、いじめを注意した際に食ってかかってきた相手の一人が壱成だったのだ。一転してホームレスとなった早梅を冷やかす壱成であったが、早梅を見かねて寝床を提供するため自宅へ連れて行くことに。しかし、その見返りに壱成は早梅に「リアル人生ゲーム」を持ち掛ける。渋る早梅は壱成に抵抗するも、運悪く食べかけのカレーライスを投げ飛ばし、居間に飾っていた高額の掛け軸を汚損してしまう。掛け軸の賠償金300万円を背負い、逃げ場をなくした早梅は、借金返済のため壱成のゲームに付き合う道を選ぶ。

## 登場人物
声の項はボイスコミックの声優。

### 主要人物
桂木早梅（かつらぎ はやめ）〈27〉
声 - 伊藤静
本作の主人公。夫・正弘の不倫が発覚し家出。その道中でスリにあい無一文の野宿生活に陥り、性悪な高校生・壱成に拾われ片岡家に居候、悦子の図らいで老舗高級旅館「湯宿片岡」の仲居として働くことに。貧困な家庭の出身で12歳の時に母を亡くし、父と二人暮らしになるが、父が酒浸りで不労だったため自らバイトをして家計を助けていた。しかし学費の支払いが困難となり高校を中退、救いようのない父に耐えきれずひっそりと家を出た過去を持つ。曲がったことが嫌いで真っ直ぐな性格だが、生育環境の影響から他人に頼るのが苦手。「目に見えないものは信じない」主義。
片岡壱成（かたおか いっせい）〈17〉
声 - 斉藤壮馬
「湯宿片岡」を経営する片岡家の次男で高校生。祖母・悦子の持ち家で執事の吉寅と暮らしている。普段から仲間と気の弱い同級生を弄って遊んだり、金遣いが荒かったりと性悪な言動が目立つ。兄の成吾や家業に対するコンプレックスを根強く持っており、自身が金持ちの子息ゆえに金目当てで近寄られることを忌み嫌っている。ホームレス同然の早梅を見かねて実家に居候させ「リアル人生ゲーム」を実行させる。
片岡成吾（かたおか せいご）〈27〉
片岡家の長男で壱成の実兄。「湯宿片岡」の副社長（若旦那）。沈着冷静で、館内従業員はもとより顧客や取引先からの信頼も厚い。壱成の傍若無人な振る舞いをよく思っておらず、しばしば言動を咎める。実は高校生の頃に同じく学生だった早梅と出会っており、当時は互いに名前こそ知らなかったものの、デートの約束を取り付けるほど一時は親密になっていた。しかし、程なくして早梅が姿を見せなくなり、心配して自宅へ向かうと彼女の不遇な環境を目撃。早梅に実家を捨てて我が家へ来るよう勧めるが、結局拒まれそのまま別れる。それから10年の時を経て、奇しくも家業の仲居となった早梅と再会。
菊乃（きくの）/ 加賀美明（かがみ あきら）〈27〉
「湯宿片岡」に出入りする芸者。成吾と親しい関係。早梅と正弘の離婚に関わりがある。

### 片岡家
吉寅英二（よしとら えいじ）〈70〉
片岡家に仕える悦子の使用人で、料理番も務めている。早梅と壱成のサポート役。
片岡悦子（かたおか えつこ）
壱成と成吾の祖母で「湯宿片岡」の大女将。家業を成吾に任せ隠居生活を送る。豪放磊落な性格であるが、孫の成吾と壱成の不仲には心を痛めている。

### 湯宿片岡
黒瀬洸也（くろせ こうや）〈35〉
茶房のマスター。お調子者で女性に手が早いが、人たらしゆえにコミュニケーション力は高く、早梅や成吾の相談相手になることも多い。
千葉（ちば）、松野（まつの）
仲居。噂好きで、共に早梅の存在をよく思っていない。
坂村まひろ（さかむら まひろ）
若手仲居。人当たりがよく、仲居の中では最も早梅に好意的。玉の輿を夢見ている。
藤田明美（ふじた あけみ）
仲居頭。勤続30年以上のベテラン。女将不在の旅館を実質的に仕切っている。

### 早梅と壱成の関係者
野田（のだ）
壱成の同級生で遊び仲間。
下山和樹（しもやま かずき）
壱成や野田の同級生だが、気が弱いため壱成らによく使い走りにされている。
今井正弘（いまい まさひろ）
早梅の元夫。独身時代の早梅のバイト先・居酒屋「杉八」の常連客で彼女に猛アタックして結婚したはずが、一年後に早梅に不倫していることを見抜かれ、自ら離婚を申し出る。もともと体が弱く、喘息の持病がある。

### その他
恵（めぐみ）〈22〉
早梅が最初の「リアル人生ゲーム」で壱成と共に訪れたセレブパーティーの主役。モデルをしており、父が会社社長、母が女優で実家が裕福。壱成と旧知の関係だが、実は成吾に近づくための踏み台として壱成に近寄っていた。壱成も彼女の腹黒さに気づき、いつか恥をかかせようと画策していたことから早梅を利用して挑発するが、やりすぎだと早梅から顔面にケーキを喰らうと、その様子を見て一転して壱成を見下した言動をとり本性を露にしたところ、自身も早梅から顔面にケーキを喰らい「うっさいブス」と一喝される。
西園寺（さいおんじ）
芸能事務所社長で「湯宿片岡」の常連客。かなり恰幅のいい中年女性。15年来の常連客で成吾や悦子とも旧知の関係。和装男子が好みで、利用の際は男性従業員のみを接客に当たらせ、一芸を見せるよう無茶な要求をするため、これに耐えかねて辞めた従業員も少なくない。中でも旅館の顔である成吾と会うことを楽しみにしており、肝心の成吾が不在で機嫌を損ねることを危惧した悦子の命で渋々壱成が対応するも、過去の忌まわしい記憶を蒸し返され壱成が逆上し彼女に食ってかかったことから結局機嫌を損ねる。しかし壱成に代わり対応した黒瀬の優しさに機嫌を直し、女性であることから接客を拒まれ揉めた早梅とも和解する。

## 用語解説
- リアル人生ゲーム - 早梅の借金返済の手段として、壱成が提示した6つの題目のうち、サイコロ[注 3]を振って出た目の題目に早梅が挑戦、ミッションをクリアすれば壱成から賞金をゲットできるというもの。壱成自身が悪ノリでやっているため、題目は相手に恥をかかせるなど、失礼極まりないものがほとんど。また賞金は出目の数字に応じて段階的に高く設定されていたり、全て一律などまちまち。

## 書誌情報
- 橘オレコ 『プロミス・シンデレラ』 小学館〈裏少年サンデーコミックス〉、全16巻
  1. 2018年6月12日発売[小 1]、ISBN 978-4-09-128318-4
  2. 2018年9月12日発売[小 2]、ISBN 978-4-09-128518-8
  3. 2019年2月12日発売[小 3]、ISBN 978-4-09-128832-5
  4. 2019年5月17日発売[小 4]、ISBN 978-4-09-129213-1
  5. 2019年9月19日発売[小 5]、ISBN 978-4-09-129400-5
  6. 2020年2月12日発売[小 6]、ISBN 978-4-09-129583-5
  7. 2020年5月19日発売[小 7]、ISBN 978-4-09-850119-9
  8. 2020年8月19日発売[小 8]、ISBN 978-4-09-850224-0
  9. 2020年11月12日発売[小 9]、ISBN 978-4-09-850331-5
  10. 2021年1月19日発売[小 10]、ISBN 978-4-09-850437-4
  11. 2021年5月12日発売[小 11]、ISBN 978-4-09-850573-9
  12. 2021年7月12日発売[小 12]、ISBN 978-4-09-850621-7
  13. 2021年8月11日発売[小 13]、ISBN 978-4-09-850667-5
  14. 2021年12月10日発売[小 14]、ISBN 978-4-09-850835-8
  15. 2022年4月12日発売[小 15]、ISBN 978-4-09-851071-9
  16. 2022年8月19日発売[小 16]、ISBN 978-4-09-851239-3
- 橘オレコ 『#バツイチアラサー女子と男子高校生』 小学館〈裏少年サンデーコミックス〉、全1巻
  1. 2019年2月12日発売[小 17]、ISBN 978-4-09-128837-0

## テレビドラマ
2021年7月13日から9月14日までTBS系「火曜ドラマ」枠で放送。主演は本作がTBS系ドラマ初主演となる二階堂ふみ。

### キャスト

#### 主要人物
桂木早梅（かつらぎ はやめ）〈27〉
演 - 二階堂ふみ
本作の主人公。夫に不倫され離婚、スリにあい路上生活に陥る元専業主婦のアラサー女子。
過去、10年前に成吾と出会い恋仲の関係だったものの、複雑な家庭が拍車をかけ疎遠になってしまう経緯を持つ。
ひょんなことから性悪な高校生の壱成と出会い、片岡家に転がり込みリアル人生ゲームをさせられつつ、壱成の祖母悦子から旅館で働くことを打診され承諾。壱成の奔放ぶりに振り回されたり、初恋相手の成吾との再会により劇的に日常が変わってしまう。
旅館でのトラブルにも巻き込まれながらも芯が強い性格で何事にも全うしていく。
片岡壱成（かたおか いっせい）〈17〉
演 - 眞栄田郷敦（幼少期：高木波瑠）
金持ちで性悪な男子高校生。早梅に「リアル人生ゲーム」を実行させる。高級老舗旅館「かたおか」の次男。
何かと完璧な兄・成吾に対して劣等感を抱く。
過去に、母親と離別した過去を持ち、離別するきっかけになった旅館かたおかに対し憎悪の念を持つ。
ある日、早梅と出会い、自身の行いに対し成敗され、逆襲するも返り討ちに合う。しかし、早梅と過ごすうちに考えや心などを動かされ、次第に変わっていき早梅に次第に惹かれていくようになる。
片岡成吾（かたおか せいご）〈28〉
演 - 岩田剛典
壱成の兄。高級老舗旅館「かたおか」の長男にして五代目の若旦那で副社長。眉目秀麗で頭脳明晰。
自由奔放に動き回る弟の存在を快く思っていない。10年前に初恋相手だった早梅と再会し、彼女への思いが抑えられなくなっていく。

#### 旅館「かたおか」の関係者
片岡悦子（かたおか えつこ）〈77〉
演 - 三田佳子（特別出演）
大女将。壱成と成吾の祖母。
執事の吉虎と孫である高校生の次男壱成と暮らす。10年以上前に旅館かたおかを長男成吾に任せ、隠居をしている。
突然転がり込んだ早梅を温かく迎え、旅館業務をさせる。次男の壱成には厳しくも温かく接している反面、家を空け旅行先でボーイフレンドたちに求愛されるなど晩青春を満喫している。
吉寅英二（よしとら えいじ）〈65〉
演 - 高橋克実
片岡家の執事。
高校生である次男の壱成の奔放ぶりに振り回されつつも心配しており片岡家を支えている。悦子との旅行中の時では女性からのハーレム待遇を受けるなど意外な一面を持つ。
藤田明美（ふじた あけみ）〈53〉
演 - 友近
仲居頭。
バツイチであるが、女将のいない旅館をまとめている。仕事に対しては厳しくも新人の早梅は頼れる上司であり仕事が真面目な早梅を評価し、大女将の悦子にも報告している。大女将の悦子から仕事面で最も信頼されている。
千葉望（ちば のぞみ）〈29〉
演 - 森カンナ
仲居。成吾と仲が良い早梅に嫉妬してつらく当たる。
松野茜（まつの あかね）〈25〉
演 - 堺小春
仲居。千葉と仲が良く、彼女と一緒になって早梅につらく当たる。
坂村まひろ（さかむら まひろ）〈24〉
演 - 松村沙友理
仲居。他の仲居と違い早梅と友好的に接する。スピンオフドラマのヒロイン。
学生時代に彼氏から「貧乏くさい」と言われ振られたトラウマから玉の輿を夢見るが、女将になるのは大変そうだという理由で成吾は恋愛対象外のため、早梅と成吾との仲に嫉妬していない。
花房楓
演 - 新実芹菜
仲居。
芦田里奈
演 -坂東希
仲居。
森野京香
演 - 赤嶺かなえ
仲居。
杉本りえ
演 - 菜月
仲居。
竹田美和
演 - 沓名環希
仲居。
菊乃（きくの） / 加賀美明（かがみ あきら）〈28〉
演 - 松井玲奈
「かたおか」に出入りしている芸者。成吾に想いを寄せている。
実は過去に、早梅に救われた過去を持っていた。
早梅にひょんなことで出会ったことにより、自身の性格の暗い部分を隠していたが次第に憎悪の念に駆られてゆく。
尚、早梅と成吾を引き合わせることに昔から躍起になっていたが10年以上前に交通事故に遭い、整形し再び姿を現す経歴を持っている。
黒瀬洸也（くろせ こうや）〈35〉
演 - 金子ノブアキ
「かたおか」の茶房で働くマスター。女好きで手を出すのが早いため、仲居の間では煙たがられている。
山ノ井さくら（やまのい さくら）
演 - 畑芽育（第7話 - ）
夏休みの期間、茶房でアルバイトを行う高校3年生。壱成との出会いにより、彼に惹かれるようになる。方向音痴。

#### 壱成の同級生
野田健介〈17〉
演 - 瀧澤翼
安達桃花〈17〉
演 - 平川結月
篠崎千里〈17〉
演 - 染野有来
下山和樹〈17〉
演 - 青木柚
壱成らによく使い走りにされている冴えない男子生徒。

#### その他
今井正弘（いまい まさひろ）〈31〉
演 - 井之脇海
早梅の元夫。新婚でありながら他の女性を好きになってしまい、早梅に離婚を切り出す。

### ゲスト
第1話
恵（めぐみ）〈22〉
演 - 柳美稀
早梅と壱成が訪れた誕生日パーティーの主役。
早梅に対し、陰で罵声を浴びせるものの、壱成に性格を見透かされ
早梅に自身の行いに対して叱咤される。
第3話
早梅の父
演 - 山中聡（第5話）
妻（早梅の母）が亡くなった後はアルコール依存症となる。
睦月（むつき）
演 - 東風万智子（第4話、第5話、第6話）
成吾と壱成の母親で「かたおか」の女将だった。10年前、「かたおか」から失踪後に病死している。
第4話
西園寺麗華（さいおんじ れいか）
演 - かたせ梨乃（第5話）
「かたおか」の常連客。芸能事務所社長。
倉持雄吾（くらもち ゆうご）
演 - 小宮璃央
「かたおか」でアルバイトをしている大学生。スピンオフでは主要キャストのひとり。ドラマオリジナルの登場人物。
第7話
小宮
演 - 国広富之
「かたおか」の常連客である華道家。
第8話
下山の彼女
演 - 戸田梨杏

### スタッフ
- 原作 - 橘オレコ『プロミス・シンデレラ』（小学館 裏少年サンデーコミックス「マンガワン」連載中）
- 脚本 - 古家和尚
- 演出 - 村上正典、都築淳一、北坊信一（以上、共同テレビ / ベイシス）
- 音楽 - やまだ豊
- 主題歌 -  LiSA「HADASHi NO STEP」（SACRA MUSIC / Sony Music Labels Inc.）[21][22]
- 芸者監修 - 千石
- 所作指導 - 齊木由香
- 台本監修 - 小川晴也（株式会社一の湯）
- プロデューサー - 橋本芙美、久松大地（以上、共同テレビ）
- 編成 - 佐藤美紀
- 製作 - 共テレ、TBS

### 放送日程
| 話数                                                                        | 放送日  | サブタイトル                           | 演出     | 視聴率 |
| --------------------------------------------------------------------------- | ------- | -------------------------------------- | -------- | ------ |
| 第1話                                                                       | 7月13日 | リアル人生ゲーム、スタート             | 村上正典 | 7.9%   |
| 第2話                                                                       | 7月20日 | 肝試しで芽生えた⁉︎ 兄弟バトル勃発!      | 村上正典 | 7.8%   |
| 第3話                                                                       | 7月27日 | 初めて見せた涙… 過去との決別と新たな恋 | 都築淳一 | 6.7%   |
| 第4話                                                                       | 8月03日 | 初恋相手と再会! 交錯する兄弟の想い     | 都築淳一 | 6.2%   |
| 第5話                                                                       | 8月10日 | 初恋相手が急接近! すれ違う2人の気持ち  | 北坊信一 | 8.1%   |
| 第6話                                                                       | 8月17日 | 恋が始まる予感!? 伝えたい本当の気持ち  | 村上正典 | 8.1%   |
| 第7話                                                                       | 8月24日 | 旅館をクビに!? 交錯する三者三様の想い  | 北坊信一 | 7.7%   |
| 第8話                                                                       | 8月31日 | 花火大会! 忍び寄る悪意と突然のキス!?   | 村上正典 | 8.9%   |
| 第9話                                                                       | 9月07日 | キスのあと…揺れる気持ちと届かない想い  | 都築淳一 | 8.2%   |
| 最終話                                                                      | 9月14日 | 一緒にいたい! 年の差を超えた恋の結末   | 村上正典 | 9.6%   |
| 平均視聴率 7.9%（視聴率はビデオリサーチ調べ、関東地区・世帯・リアルタイム） |         |                                        |          |        |

- 初回は22時 - 23時12分の15分拡大放送。

### スピンオフドラマ
『シンデレラ・コンプレックス』のタイトルで、動画配信サービス「Paravi」にて本編の『プロミス・シンデレラ』終了後に配信。主演は松村沙友理。坂村まひろが初恋の相手に「貧乏くさい」とフラれたトラウマから、「理想の王子様」を探し出し、玉の輿に乗る野望を果たそうとする様子を描くラブコメディ。

#### キャスト（スピンオフドラマ）
- 坂村まひろ - 松村沙友理
- 倉持雄吾 - 小宮璃央[11]
- 黒瀬洸也 - 金子ノブアキ
- 松野茜 - 堺小春
- 花房楓 - 新実芹菜
- 芦田里奈 - 坂東希
- 森野京香 - 赤嶺かなえ

#### ゲスト（スピンオフドラマ）
- 上利圭市 - 武田航平[11]（Episode1 - 3）
- まひろの元カレ - 田中偉登（Episode1 - 2）
- アイリ - 鮎川桃果（Episode3）
- 倉持の部下 - 浅井浩介（Episode3）
- ガールズバーの女の子 - 益田恵梨菜（Episode4）
- 片岡壱成 - 眞栄田郷敦（Episode5）

#### スタッフ（スピンオフドラマ）
- 脚本 - 山本奈奈
- 演出 - 淵上正人（共同テレビ）
- プロデューサー - 橋本芙美（共同テレビ）、久松大地（共同テレビ）
- 製作 - 共テレ、TBS

#### 配信日程
| 各話     | 配信日  | サブタイトル          |
| -------- | ------- | --------------------- |
| Episode1 | 7月13日 | 条件1：お金           |
| Episode2 | 7月20日 | 条件2：ライフスタイル |
| Episode3 | 7月27日 | 条件3：誠実           |
| Episode4 | 8月10日 | 条件4：将来性         |
| Episode5 | 8月24日 | 条件5：人格           |
| Episode6 | 8月31日 | 条件6：価値観         |
| Episode7 | 9月14日 | 条件0：無意味         |

- 8月3日・17日・9月7日は新作の配信休止（かわりに、メインキャスト3人によるスペシャル座談会が配信）。